# آژیوس دیمیتریوس
شهر آژیوس دیمیتریوس در استان آتیک در کشور یونان واقع شده است که دارای جمعیت ۶۹٬۶۹۲  نفر می‌باشد.